# Chiesa del Santissimo Salvatore (Deliceto)
La chiesa del Santissimo Salvatore è la chiesa madre di Deliceto, in provincia di Foggia e arcidiocesi di Foggia-Bovino; fa parte del vicariato di Bovino.

## Storia
La primitiva chiesa dedicata al Santissimo Salvatore venne costruita tra i secoli VII-VIII dai Longobardi; il duca di Benevento Arechi II la donò al monastero di Santa Sofia.
Questo edificio, già rimaneggiato nel corso dei secoli, alla fine del Seicento versava in pessime condizioni, così che nel 1694 il collegio dei canonici decise di demolirlo e ricostruirlo ex novo. Tuttavia, a causa di numerose divergenze la posa della prima pietra poté avvenire appena nel 1744, alla presenza del vescovo di Bovino Antonio Lucci; la chiesa, disegnata dall'architetto Carlo Piazzoli, venne aperta al culto nel 1792 e poi inaugurata ufficialmente nel 1800.
Il terremoto del 1930 provocò dei danni all'edificio, che dovette pertanto essere interessato da un restauro; la chiesa fu poi consacrata il 21 settembre 1939 dall'arcivescovo Innocenzo Russo.

## Descrizione

### Esterno
La facciata a salienti della chiesa, rivolta a sudest, si compone di tre corpi: quello centrale, di forma convessa, è suddiviso da una cornice marcapiano in due registri, entrambi scanditi da lesene, e presenta il portale d'ingresso mistilineo e una finestra, mentre le due ali laterali sono in posizione leggermente arretrata.
Annesso alla parrocchiale è il campanile romanico a base quadrata, risalente al XIV secolo; la cella presenta su ogni lato una monofora a tutto sesto ed è coronata da una balaustra.

### Interno

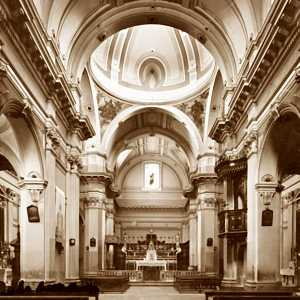
L'interno

L'interno dell'edificio, la cui pianta è a croce latina, è suddiviso in tre navate da pilastri, abbelliti da lesene binate e sorreggenti degli archi a tutto sesto, sopra i quali corre la cornice modanata, dentellata e aggettante su cui si impostano le volte lunettate; al termine dell'aula si sviluppa il presbiterio, rialzato di alcuni gradini, coperto dalla volta a botte e chiuso dall'abside di forma quadrangolare.
Qui sono conservate diverse opere di pregio, tra le quali la pala con soggetto Madonna del Carmine con le anime del Purgatorio, la tela ritraente la Pentecoste, risalente al 1639, le due statue che rappresentano Gesù morto e l'Addolorata e il dipinto raffigurante il Martirio di San Mattia Apostolo, collocato su un altare marmoreo.